# Marisa Maresca
Marisa Maresca (San Giovanni Rotondo, 3 gennaio 1923 – Milano, 22 febbraio 1988) è stata una showgirl e ballerina italiana del teatro di rivista degli anni quaranta.

## Biografia

Walter Chiari e Marisa Maresca nella passerella finale di uno spettacolo di rivista

Nacque da una famiglia di famosi artisti di varietà: la madre era una soubrette, il padre Achille un impresario, e lo zio Luigi un cantante di operette. Iniziò l'attività di ballerina di varietà, e nel 1938, a soli quindici anni, entrò nella compagnia di Erminio Macario, diventando una delle celebri "donnine" del comico torinese.
Nel decennio successivo lavorò con Carlo Dapporto, diventando famosa per la sua bellezza e per l'audacia dei suoi balletti: in una celebre imitazione di Joséphine Baker si presentò sul palcoscenico in perizoma e reggiseno di banane, in altri spettacoli si esibì anche a seno nudo, in altri ancora sfilò in passerella con indosso soltanto tre teste di volpe nera a coprire i punti più opportuni. 
Nel 1944 lavorò nello spettacolo Se parlasse questa penna con i fratelli De Rege e Fausto Tommei. Nel 1946 allestì una compagnia in proprio, e qualche mese dopo assunse un giovane comico debuttante, Walter Chiari (con cui intrecciò una relazione); tra gli spettacoli allestiti dalla compagnia, Simpatia (scritto tra gli altri da Marcello Marchesi), Donne in tutte le salse, Se ti bacia Lola (scritto da Alfredo Bracchi e Giovanni D'Anzi) e Chi vuole una donna?.
Nel 1950 si ritirò dalle scene per sposare il conte Corrado Agusta, titolare con i fratelli della Agusta S.p.A., da cui ebbe il figlio Riccardo, soprannominato "Rocky"; in seguito il marito la lascerà per la giovane Francesca Vacca Graffagni, protagonista anni dopo di un celebre caso di cronaca nera. La sorella Lidia Maresca, anche lei attrice - con il nome d'arte Lidia Martora - fu moglie di Peppino De Filippo. Marisa Maresca morì nel 1988 all'età di 65 anni a seguito di una grave malattia.